# Plavečské štrkoviská
Plavečské štrkoviská je chráněný areál v oblasti Pieninského národního parku na Slovensku.
Nachází se v katastrálním území obce Plaveč v okrese Stará Ľubovňa v Prešovském kraji. Území bylo vyhlášeno či novelizováno v roce 1990 na rozloze 66,1448 ha. Ochranné pásmo nebylo stanoveno.